# Kis kardszárnyúdelfin
A kis kardszárnyúdelfin (Pseudorca crassidens) az emlősök (Mammalia) osztályának párosujjú patások (Artiodactyla) rendjébe, ezen belül a delfinfélék (Delphinidae) családjába tartozó faj.
Nemének a típusfaja és egyben az egyetlen élő faja is.

## Előfordulása
Széles körben elterjedt, bár sehol sem igazán gyakori. Főként a partoktól távoli mélyvizekben látható (és néhány félig elzárt tengerben, mint a Vörös-tenger és a Földközi-tenger), de néha a part menti mélyvizekben is látható. Úgy tűnik, a melegebb vizeket kedveli. Nincs szabályos vándorlási útvonala, de a tengerek évszakos hőmérséklet-változásait követve észak-délirányban mozoghat. Számos adat származik a hideg mérsékelt övi vizekből, de ezek valószínűleg a tényleges élőhelyétől elkóborolt példányok lehetnek. Ilyen csavargókról beszámoltak már távoli norvég és alaszkai vizekből is.

## Megjelenése

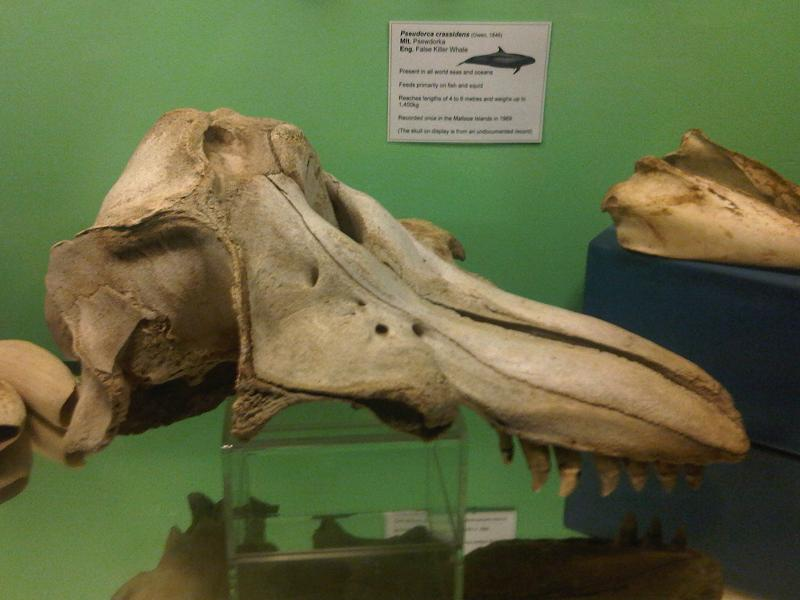
A kis kardszárnyúdelfin koponyájának a felső része ...

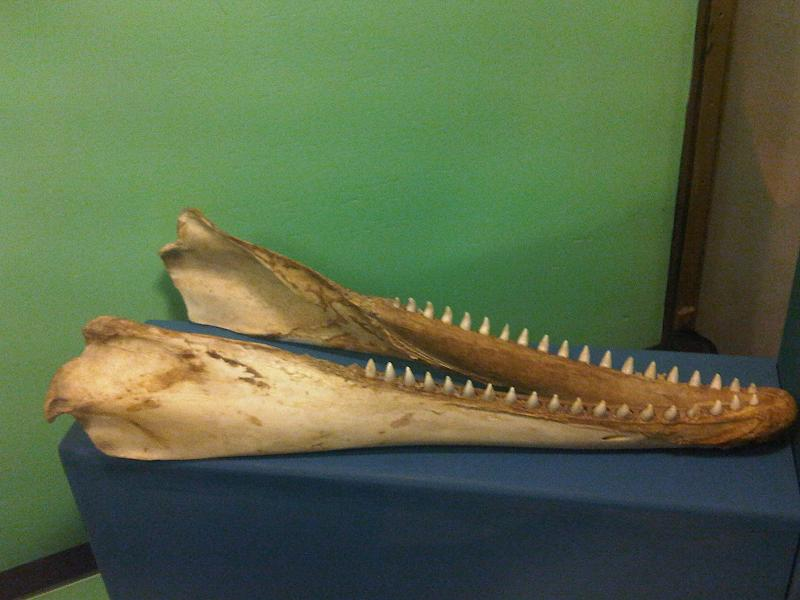
... és az állkapocscsontja egy máltai múzeumban

A kis kardszárnyú delfin nem gyakori állat, elterjedt, és csónakokkal jól megközelíthető. nagy méretéhez képest rendkívül mozgékony és játékos. Fogságban kevésbé agresszív, mint kisebb rokona, a törpe-kardszárnyúdelfin, bár a természetben valószínűleg delfineket is eszik és már látták, hogy megtámadja a hosszúszárnyú bálna borjait. Furcsa módon társul a palackorrú delfinnel és más kisebb cetfajokkal. Többnyire kis csoportokban él, bár látták már több száz állatot is együtt vonulni. Méretében különbözik a törpe-kardszárnyúdelfintől és a fehérajkú kardszárnyúdelfintől, karcsúbb és sötétebb a közönséges kardszárnyúdelfin nőstényénél, melyre szintén hasonlít. Távolról összekeverhető a gömbölyűfejű-delfinnel is, bár feje és teste karcsú, delfinszerű hátúszója van, és mozgása energikusabb. 
|  |

Hátúszó elhelyezkedése: Középen helyezkedik el.
Felnőtt mérete: 4,3–6 m.
Felnőtt tömege: 1,1–2,2 tonna.
Újszülött mérete: 1,6–1,9 m.
Újszülött tömege: 80 kg.

## Életmódja
Gyorsan úszik. Ha a felszínre jön, gyakran kiemeli fejét és testének elejét a vízből, néha még mellúszói is látszanak. Gyakran bukkan fel nyitott szájjal, ekkor a fogsora is látható. Úszás közben hirtelen megtorpanhat, vagy élesen visszafordul, főként táplálkozáskor. Kíváncsian megközelíti a csónakokat, úszik az orr- vagy sodorvizükben. Gyakran ugrik és általában oldalára fordulva érkezik a vízbe akkora csattanással, mintha bálnaméretű volna. Ha izgatott, egész testével kecsesen a víz fölé ugrik és a farkát csapkodja. Úgy látszik, hajlamos a tömeges partra vetődésre (egy kivételes esetben több mint 800 példány került szárazra). 
Átlagosan a csoportmérete 1-300 példányból áll, de ritkább esetekben több mint ezer egyedből is állhat. Tápláléka halakból, kalmárokból vagy polipokból és emlősökből áll.